# Romano Apollonio
Romano Apollonio Nano (Cortina d'Ampezzo, 6 dicembre 1922 – Milano, 21 marzo 1945) è stato un alpinista e pattinatore di velocità su ghiaccio italiano.
Nel febbraio 1942 ai campionati italiani assoluti di pattinaggio di velocità disputati a Bardonecchia Romano Apollonio vince la medaglia d'oro sui 1500 m. Morì misteriosamente a soli 23 anni per "asfissia da gas illuminante", e in seguito il comune di Cortina d'Ampezzo dedicò lo stadio da pattinaggio costruito per i VII Giochi olimpici invernali (oggi campi da tennis) all'atleta scomparso ed al fratello Armando, scomparso a 25 anni per un incidente stradale nel 1950.

## Carriera alpinistica
Apollonio è stato nel 1939 tra i soci fondatori del prestigioso gruppo alpinistico degli Scoiattoli di Cortina, gruppo in cui entrò a far parte a soli 17 anni.
Insieme ad altri scoiattoli Romano aprì nuove vie:
- 12 giugno 1942: via Mariano (Becco di Mezzodì, difficoltà 5º)
- 29 giugno 1942: via E (Popena Basso, difficoltà 6º)
- luglio 1942: via Tiziano (Gusela del Vescovà, Pale del Balcon, difficoltà 5º)
- 16, 17 agosto 1942: via della Julia (Tofana di Rozes, difficoltà 5º/6º)
- 23 agosto 1942: via S (Zestelis, Pomagagnon, difficoltà 3º con passaggi di 5º)
- 4 settembre 1942: via S (Cima Bel Prà, difficoltà 5º/6º)
- 24 giugno 1943: via LXII (Gran Zebrù, difficoltà 4º/5º)
- 26 giugno 1944: via Norma (Campanile Dimai, Pomagagnon, difficoltà 5º superiore)
- 13, 14 luglio 1944: via S (Pilastro Rozes, Tofana di Rozes, difficoltà 5º/6º superiore)